# Alter Ego (canción de Doechii)
" Alter Ego " es una canción de la rapera estadounidense Doechii con JT. Lanzada por Top Dawg Entertainment (TDE) y Capitol Records el 29 de marzo de 2024. La canción fue escrita por ambas artistas junto con Zach Witness, quien la produjo con Doechii.
Stereogum ha descrito la canción como "un duelo de pop-rap inspirado en el eurodance altamente enérgico". En el 2025, la canción se usó durante un concurso de lip-sync entre Crystal Envy y Lexi Love en la decimoséptima temporada de RuPaul's Drag Race.